# Ottawa-konventionen
Ottawa-konventionen eller Minekonventionen, officielt Convention on the Prohibition of the Use, Stockpiling, Production and Transfer of Anti-Personnel Mines and on their Destruction (oversat: Konvention om forbyde brug, oplagring, produktion og distribution af antipersonelminer samt destruktion af dem) er en aftale om at forbyde alle former for antipersonelminer (AP-miner). I maj 2009 var der 156 stater, som havde underskrevet aftalen. 37 stater herunder Kina, Indien, Rusland og USA har ikke underskrevet aftalen.

## Implementering af aftalen
Ud over at stoppe produktionen og udviklingen af antipersonelminer, skal landene også inden for fire år destruere alle de antipersonelminer, som de er i besiddelse af. Det er tilladt, at beholde få miner til træningsbrug (minerydning). Inden for 10 år efter underskrivelsen af aftalen, skal landene fjerne alle miner i dets områder. Dette er en vanskelig opgave for mange lande, men på årlige møder kan de bede om udsættelse eller hjælp til rydningen.
Kun antipersonelminer er dækket af aftalen. Kombinerede miner, panserminer, fjernstyrede claymore-miner og andre statiske eksplosive apparater, som kan udrette personskade er ikke dækket af aftalen.

### Destruktion af lagerbeholdning
Ifølge ICBL rapport fra maj 2006 har flere lande sagt, at ud af den samlede lagerbeholdning på over over 160 millioner landminer er mere end 39,5 million levet destrueret indtil videre. 74 lande har destrueret hele deres lager, mens 64 lande har sagt, at de ikke har noget lager at destruere.